# Ekholm, Estland
Ekholm (estniska: Mohni) är en ö i Finska viken utanför Estlands nordkust. Den tillhör Kuusalu kommun och landskapet Harjumaa. Ekholm ligger nordöst om halvön Pärispea poolsaar och 60 km öster om huvudstaden Tallinn. Den är 2,4 kilometer lång (nordväst-sydöst) och 0,4 km bred. Arean är 0,615 kvadratkilometer.
Ön har haft estlandssvensk befolkning och troligen var gotländska munkar öns första invånare. En fyr i trä byggdes på ön 1806 som 1852 ersattes med nuvarande tegelfyr. Den estländska diktaren Kristiina Ehin har bott på Ekholm. Ön ingår i Lahemaa nationalpark.

### Fotnoer
1. ↑  Mohni hos Geonames.org (cc-by); post uppdaterad 2012-01-17; databasdump nerladdad 2015-09-05
2. ↑  ”EELIS”. Arkiverad från originalet den 7 november 2017. https://web.archive.org/web/20171107233959/http://loodus.keskkonnainfo.ee/eelis/default.aspx?state=20;425849249;est;eelisand;;&comp=objresult=saar&obj_id=725181405. Läst 7 november 2017.